# Tuensang (district)
Tuensang is een district van de Indiase staat Nagaland. In 2001 telde het district 414.801 inwoners op een oppervlakte van 4228 km². Het oostelijke gedeelte splitste zich in 2017 echter af en vormt sindsdien het district Noklak.
Tuensang was een van de drie oorspronkelijke districten van Nagaland en omvatte aanvankelijk het gehele oosten van de staat. Door de jaren heen kromp het district echter fors door de afsplitsingen van Mon in 1973, van Longleng en Kiphire in 2004 en van Noklak in 2017.
Dimapur · Kiphire · Kohima · Longleng · Mokokchung · Mon · Noklak · Peren · Phek · Tuensang · Wokha · Zunheboto